# 張慕陶 (陝西)
张慕陶（1902年—1941年1月5日），陕西旬邑人，本名张金刃，又名金印，號镜英，齋號信斋，化名張慕陶、张渊明、馬雲程。1925年冬，成为中国共产党党员；但被当时的中共中央和河北省委作为“右倾机会主义”典型来批判的，甚至被定以“右派叛徒”、“奸细”、“托派”等罪名，并最终被开除出党。後投靠閻錫山，官拜少將。因長期反蔣，1941年被国民政府枪決。

## 青年领袖
在考入“陕西省立第三中学”后不久，22岁的张慕陶经魏野畴、张性初等介绍加入中国社会主义青年团，开始参加革命活动，宣传新文化新思想；1925年冬，转为中国共产党党员，并出任共青团西安地方执行委员会委员。此时，张慕陶作冯玉祥部下的政治处长。
1927年共青团第四次代表大会后，张慕陶受共青团中央指示，开始筹组共青团陕西省委；当年7月7日，共青团陕西省委成立，张慕陶任书记。经过努力陕西省的团员人数不断壮大，在短短半年时间里，就原来的1924人增加到3678人。由于熟识西北地区的军阀，他受中共组织的委托，在陕西渭南、华阴、富平、三原、栒邑等县发动“华北暴动”。
因工作突出，张慕陶于当年出任中共陕西省委常委。第二年，中共六大在莫斯科举行，张慕陶作为陕西省的唯一代表参加了这次会议，时年26岁。

## 领导顺直
1928年12月，中共中央政治局决定，任命张慕陶为中共顺直省委常委、兼组织部部长。不久，由于当时的省委书记的王藻文和省委常委李德贵的叛变，彭真等20多名中共顺直省委重要成员被捕。张慕陶临危受命，领导重组中共顺直省委；并在1929年9月，正式出任当选中共顺直省委书记。

## 第一次被开除党籍
在中共六届四中全会后，因为和王明等中央负责人的意见不同，张慕陶接受并参与到罗章龙等人另立“中央非常委员会”，在河北进行反“四中全会”、组织“第二省委”的活动，被认为是“右倾机会主义分裂党的行动”，受到开除党籍的处分。
1932年11月，中共中央决定恢复张慕陶的党籍，候补期一年，继续留在河北工作。

## 再次被开除党籍
1933年1月，为帮助冯玉祥在察哈尔省建立和发展民众抗日武装，受中共北方特科的派遣，张慕陶到察哈尔民众抗日同盟军，主持该军中共地下党的工作，并兼任同盟军军事委员会常委、中共张家口特委书记。
在同盟军失败后，张慕陶所领导的中共张家口特委被认为是“最有害、最可怕的机会主义者”，而他所主张的“联日反蒋”也受到批判，并被第二次开除出党。

## 继续反蒋
在政治上失利后的张慕陶一直在天津、北平、太原一带游走，联络地方实力派继续进行“反蒋抗日”活动，曾遭国民党通缉。“西安事变”时，应杨虎城的邀请，张慕陶回到西安。他迎合东北军和西北军中“少壮派”急于营救张学良回西安的心理，鼓动和中央军打仗，竭力主张杀蒋介石，并认为“国共合作是阶级投降”。
抗战爆发后，张慕陶经人介绍，在阎锡山处当少将参议，帮助阎进行反蒋反共工作。薄一波等中共党员到阎锡山的军队中进行统战工作时，曾争取张慕陶回到中共党内，但遭拒绝。王明、康生等人利用手中掌握的权力和宣传工具，给张慕陶扣上了“托派汉奸”的罪名。后阎锡山将张慕陶送到了“国民政府军委会委员长西安行营”，被关押在“陕西省第一监狱”。
1940年12月8日，蒋介石电令陕西省主席蒋鼎文处决张慕陶。1941年1月5日，张慕陶被枪杀于陕西南郑。